# اوون دیویدسن
اوون دیویدسن (انگلیسی: Owen Davidson؛ زاده ۴ اکتبر ۱۹۴۳) تنیس‌باز اهل استرالیا بود.